# 青山幸利
青山 幸利（あおやま よしとし）は、江戸時代前期の大名。摂津国尼崎藩2代藩主。官位は従五位下・大膳亮。

## 生涯
元和2年（1616年）、のちに尼崎藩初代藩主となる（当時は知行が1万石に及ばない旗本）青山幸成の長男として誕生した。寛永20年（1643年）に父が死去したため、家督を継いだ。このとき、父の遺言で弟たちに合わせて6000石を分与したため、尼崎藩は4万8000石となった。
寛永20年（1643年）、2年前の振袖火事の教訓から、幕府は江戸の防火体制の強化を目的に大名火消を制度化した。6万石以下の大名から16家を選び、4組に編成された火消役の一家として幸利が任命された。
万治2年（1659年）2月21日に奏者番に任じられる。延宝5年（1677年）、播磨国における幕府領の検地を務めた。藩政では名のある浪人を登用して家臣団の刷新を行い、治水事業を行っている。
貞享元年（1684年）、死去。享年69。長男の幸実は病弱だったために廃嫡し、幸実の長男・幸督が跡を継いだ。
神戸市中央区楠町にある浄土宗大悲山安養寺の墓所には、平沼騏一郎書とされる「青山幸利候景仰碑」が建立されている。

## 湊川
建武の親政から南北朝の時期に活躍し、湊川の戦いで敗死した著名な武将である楠木正成の戦没地を、幸利は領内を調査し比定した上で同地に五輪塔を立てた。この地はのちに湊川神社となった。幸利は領内の外れの位置であるにもかかわらず、同地近隣に自らの墓所を設定し、そこに葬られている。

## 逸話
後世、尼崎藩士の桑原重英の手により、幸利の言行を集めた『青大録』が、また『青大実録』が編纂された。『青大録』には幸利の逸話が60余編収録されている。ただし後世に伝を集めた書であり、幸利の当時の言動・史実と必ず合致するという確証はない。また幸利は『名将言行録』にも記載がある。

### 『青大録』『名将言行録』における青山幸利
幸利は領国にいる間は、朝食と夜食だけであり、昼食は摂っていない。節約家であり、倹約として本丸ではなく二の丸に住んでいた。この二の丸屋敷は便所が遠かったが、幸利はその距離を苦労と思わず、夜中でも一人で灯りを持って通った。家臣らはこれを戒めたが、幸利は意に介さなかった。炬燵の蒲団も、普段の掛布団を流用していた。この掛布団が炬燵の火で焦げたが、焦げた部分を修繕してそのまま使った。どんどん汚れていく掛布団を見かねた家臣が洗濯を申し出たため、その間のための木綿の布団がやっと代替品として作られた。
尼崎城下にあった下屋敷の玄関に不具合があったため、家臣を呼んで修築費用を算出させた。久代常右衛門が銀三百匁と答えると、幸利は「それだけあれば足軽が一人雇える」として、修理は取り止めになった。
こうして倹約した金銭を、武具の購入や優秀な家臣の雇用には惜しみなく使っていた。また、大坂城の天守が落雷炎上した際は、貯めた金子を諸大名に先立ちいち早く献上し、老中松平定綱に感嘆されている。
幸利の家中では年3度の馬揃えが開催された。これは平穏時の江戸大名としては多いほうである。開催の際に幸利は家中の者の乗馬を観覧したが、その中にまだ初心者がいて笑われていた。幸利は「この者の親は某で、何役を勤めた者であり、その親の乗馬は立派なものであり、役職もうまく務めた。皆何事も初めは初心者である。そのうちこの者は乗馬が上達する。その頃には役職も上手く務めるだろう」と言った。このように乗馬が奨励されたため、青山家の家臣団は皆が乗馬の心得がある、と世間は話していた。
鷹狩の際、川が増水していた。それでも家臣らは主君のためにと獲物を追いその川を渡ろうとしたが、背の低い家臣が渡ろうとするのを幸利自ら肩を掴んで静止し、「お前が入ったら溺れてしまうぞ」と引き上げた。この家臣は後々まで何度もこの話を語って泣いた。
お気に入りの馬を所有していた。江戸の屋敷で馬の世話をしていた辻治五平がこれに乗って出かけたが、日比谷の堀に馬ごと落ちた。この急報を聞いた幸利は夕食中であったが食を止め、まず第一に五平の安否を確認した。その後、厩舎へ向かって杖でこの馬を殴り、「お前は傾城の美人のようだ。見た目がいいだけだ」と言った。
領内で旱魃があった際、鉢巻をし馬上で自ら出陣し、神崎川に竜骨車を多数据えつけ、渇水に備えて築堤してあった堤に水をくみ上げた。幸利自らが陣頭指揮を執ったため、家中領内の人々がこぞって集まり、竜骨車を動かした。これにより田畑は潤ったが、余剰分は他領の求めがあれば応じて分けるように指示した。このため他領の百姓や庄屋も、こののちの新年の挨拶に尼崎城にやってきた。
江戸城に登城する大名の間で、華美な格好が流行していた。時の老中はこれを悩ましく思い幸利に相談した。これを受けて幸利は木綿の地味な裃にて登城し、諸大名に「昨今はこのほうが宜しい」と話した。なにぶん、譜代大名にして将軍や幕閣に気に入られていると思われていた幸利が言ったことであるため、その日の内に地味な装束に着替える大名も現れたぐらいの影響力があり、ほどなくして全ての大名が華美な服装を止めた。
藩士たちの間で、派手に長い刀を差すことが流行した。金銭的余裕のない下級武士などはせめて鞘だけでも長くして格好をつけていたが、幸利は「あんな長い鞘は役に立たない」と主張し、藩士らの長鞘を自ら切り落として回った。これにより藩内で長い刀を差す者はいなくなった。
忍目付と呼ばれた密偵を使い、摂津国や畿内隣国周辺を調査していた。徒歩目付役の彼らは幸利の部屋の縁側で直接指示を受け、必要経費は幸利自らが奉書紙に包んで潤沢に渡した。

## 系譜
父母
- 青山幸成（父）
- 小出氏または福永氏（母） - 側室
- 小笠原信之の娘（養母）

正室
- 加藤明成の娘

子女
- 青山幸実（嫡男） 生母は正室
- 松平信興正室